# Richū
Richū (jap. (履中天皇, りちゅうてんのう, Richū-tennō) (24. godina cara Nintokua / 336.? - 15. dan 3. mjeseca 6. godine cara Richūa / 29. travnja 405.). Bio je 17. japanski car  prema tradicijskom brojanju.
Ne može se neki točni nadnevak pridijeliti njegovom vladanju, a konvencijski se uzima da je vladao od 400. do 405. godine., od 12. ožujka 400.  do 29. travnja 405. godine.
Richūov naslov vjerojatno nije bio tennō, jer većina povjesničara vjeruje da ovaj naslov nije bio uveden sve do vladanje cara Tenmua i carice Jitō. Vjerojatnije je da je bio sumeramikoto ili amenoshita shiroshimesu Ōkimi (治天下大王), što znači "veliki kralj koji vlada pod svime ispod neba". Druga je mogućnost da su ga oslovljavali (ヤマト大王/大君) ili "veliki kralj Yamata".
Prema kronikama Nihon Shoki i Kojikiju, bio je najstarijim sinom cara Nintokua i carevne Iwa no hime.
Grob mu se nalazi u nekropoli Mozu kofungun u pokrajini Kawachi, u središtu današnje prefekture Osake. Naslijedio ga me mlađi brat Hanzei. Nijedan od njegovih sinova nije naslijedio prijestolje, no dvojica njegovih unuka to uspjela, Kenzō i Ninken. 
Pravo mjesto njegova groba nije poznato. Tradicijski ga se štuje u šintoističkom spomen-svetištu (misasagiju) u Sakaiju.
Neki ga znanstvenici smatraju jednimo od pet kraljeva Waa poistovjećujući ga s kraljem Sanom iz Songove knjige. Kralj San dvaput je slao glasnike dinastiji Song 421. i 425. godine.